# 더 파이러트 베이: 키보드를 떠나서
더 파이러트 베이 : 키보드를 떠나서(TPB AFK: The Pirate Bay Away from Keyboard)는 독일에서 제작된 시몬 클로제 감독의 2013년 다큐멘터리 영화이다. 고트프리드 스바르톨름 등이 주연으로 출연하였고 시몬 클로제 등이 제작에 참여하였다.

## 출연

### 주연
- 고트프리드 스바르톨름
- 페테르 순데
- 프레드릭 네이